# Dendrobium annuligerum
Dendrobium annuligerum är en orkidéart som beskrevs av Heinrich Gustav Reichenbach. Dendrobium annuligerum ingår i släktet Dendrobium, och familjen orkidéer.
Artens utbredningsområde är Små Sundaöarna. Inga underarter finns listade i Catalogue of Life.